# 中島徳蔵

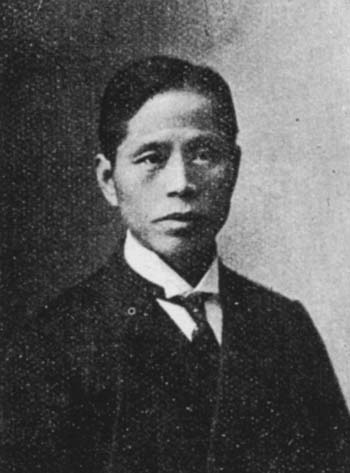
中島徳蔵

中島 徳蔵（なかじま とくぞう、文久4年2月2日（1864年3月9日） - 昭和15年（1940年）5月31日）は、日本の教育者。文部省を相手に論争した哲学館事件で知られる。

## 経歴

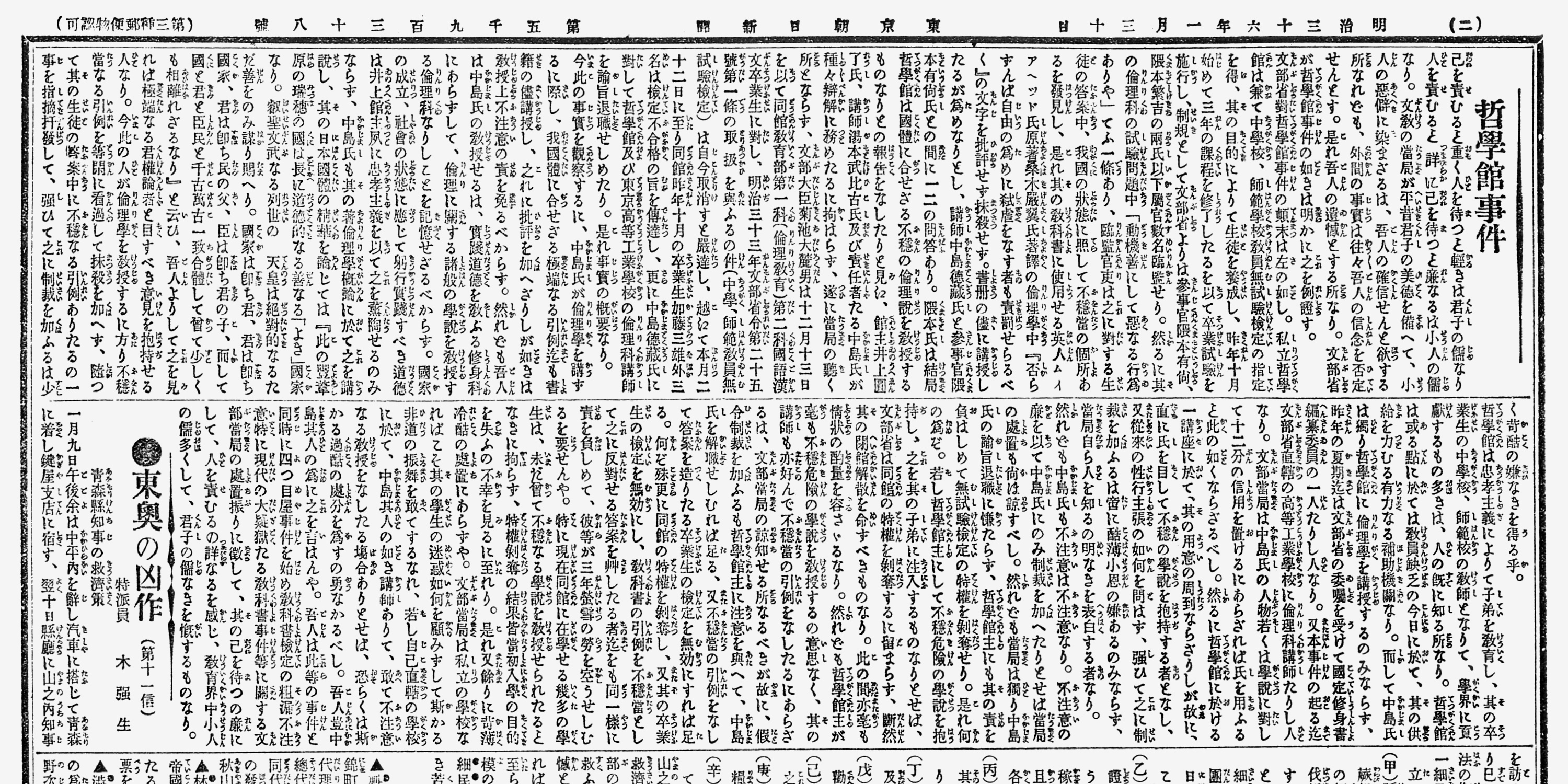
哲学館事件を報じる『東京朝日新聞』

群馬県出身。明治18年（1885年）、旧制群馬県中学校（現・群馬県立前橋高等学校）を卒業。東京帝国大学哲学科卒業後、哲学館（東洋大学の前身）にて西洋倫理学と倫理学を担当。哲学館講師時代の明治33年（1900年）、文部省からの再三の要請を受け、修身教科書起草委員に就任するも、就任してからおよそ半年で解職させられる。委員会では、修身の教科書を『教育勅語』をもととして作成しようとしていたのに対し、委員に就任した徳蔵の私案が、児童に対しては智仁勇の三徳の涵養を中心としたほうが『教育勅語』よりも理解しやすい、というものであったため、これが勅語撤回論と見なされたからであった。
明治35年（1902年）、徳蔵担当の教育部第一科（教育倫理科）の卒業試験に関して哲学館事件が起きた。同年哲学館を諭旨退職。翌年、読売新聞に「余が哲学館事件を世に問ふ理由」を投稿し、哲学館事件を世に知らしめる。読売新聞には、1月28日から30日にかけてその全文が掲載され、以後社会問題化し物議を醸す。なお、1月29日付けの読売新聞には、文部省による反論「当事者たる隈本視学官の談」が掲載されている。この隈本視学官とは隈本有尚のことである。ちなみにこの隈本と、文部省の「教科書疑獄事件」に関与していたとされる隈本繁吉視学官、それと普通学務局第一課長・本間則忠らの臨監のもと、事の発端となる試験が行われている。
同年2月、哲学館学生と卒業生により、徳蔵に対する見舞金の募集が始まり、3月に徳蔵に渡される。当初徳蔵はこれを拒否するも、説得され受け入れる。この見舞金は、哲学館へ図書を寄贈することに用いられ、寄贈本は現在の東洋大学附属図書館に現存している。
明治36年（1903年）に2度目の洋行から帰国した哲学館創立者・井上円了によって明治38年（1905年）に再び講師に復職。大正15年（1926年）2月から昭和3年（1928年）3月まで東洋大学第6代学長、昭和4年（1929年）9月から昭和6年（1931年）7月まで第7代学長を務め、大学令による東洋大学の昇格、新校舎や図書館の建設、神道講座の開設など積極的に大学の発展に尽くした。
東京工業学校、正則中学校、跡見女学校、共立女子職業学校にても教鞭をとった。

## 主な著書
- 加藤弘之との共著『明治女大学』、大日本図書、明治35年（1905年）12月
- 『実践倫理講話』、同文館、明治44年（1911年）10月25日
- 『現世処世指針』、東洋大学出版部、明治45年（1912年）
- 『論語の組織的研究』、中島徳蔵先生追憶記念会、昭和16年（1941年）

## 関連文献
- 東洋大学 『東洋大学創立五十年史』 1937年, doi:10.11501/1079036
- 中島徳蔵先生学徳顕彰会 『中島徳蔵先生』 1962年, doi:10.11501/2983363
- 三浦節夫「中島徳蔵日記(1)明治三十五年～明治四十五年」『井上円了センター年報』第24号、東洋大学井上円了研究センター、2015年、101-120頁、ISSN 1342-7628、NAID 120005832771。
- 小股憲明「教育勅語撤回風説事件と中島徳蔵 (国民文化の成立-2-ナショナリズムの諸相<特集>)」『人文学報』第67号、京都大学人文科学研究所、1990年12月、144-167頁、doi:10.14989/48334、ISSN 04490274、NAID 110000238732。